# Club del Gobernador
El Club del Gobernador, es una casa histórica ubicada en el 11866 de Magnolia St. en Magnolia Springs, Alabama. También conocida como Casa Brunell, fue construida bajo el estilo arquitectónico de la "Cabaña Costera". Fue incluida en el Registro Nacional de Lugares Históricos en 2000.